# Gleichung fünften Grades

Polynom vom Grad 5:
f(x) = (x+4)(x+2)(x+1)(x-1)(x-3)/20+2

Eine Gleichung fünften Grades oder quintische Gleichung ist in der Mathematik eine Polynomgleichung vom Grad fünf, hat also die Form
{\displaystyle ax^{5}+bx^{4}+cx^{3}+dx^{2}+ex+f=0,}
wobei die Koeffizienten {\displaystyle a,b,c,d,e} und {\displaystyle f} Elemente eines Körpers (typischerweise die rationalen, reellen oder komplexen Zahlen), mit {\displaystyle a\neq 0} sind. Man spricht dann von einer Gleichung „über“ diesem Körper.

## Geschichte
Das Auflösen von Polynomgleichungen durch endliche Wurzelausdrücke (Radikale) ist ein altes Problem. Nachdem 1545 Gerolamo Cardano in seinem Buch Ars magna de Regulis Algebraicis Lösungen für die allgemeinen Gleichungen bis einschließlich 4. Grades veröffentlicht hatte, konzentrierten sich die Anstrengungen auf die Lösung der allgemeinen Gleichung 5. Grades. 1771 fand Gianfrancesco Malfatti als erster einen Lösungsweg, der allerdings nur im Fall der Auflösbarkeit durch Wurzelausdrücke funktioniert. Paolo Ruffini veröffentlichte 1799 einen lückenhaften Beweis für die Unauflösbarkeit der allgemeinen Gleichung 5. Grades. Da Ruffini für die damalige Zeit ungewohnte Argumente verwendete, die heute der Gruppentheorie zugeordnet werden, wurde sein Beweis zunächst nicht akzeptiert. 1824 gelang Niels Henrik Abel ein vollständiger Beweis dafür, dass die allgemeine Gleichung 5. Grades nicht durch Radikale auflösbar ist (Satz von Abel-Ruffini). In der Galoistheorie lässt sich der Beweis verkürzt so darstellen: Die Galoisgruppe der allgemeinen Gleichung {\displaystyle n}-ten Grades hat die alternierende Gruppe {\displaystyle A_{n}} als Faktor, und diese Gruppe ist einfach für {\displaystyle n\geq 5} (vgl. Ikosaedergruppe), also nicht auflösbar. Charles Hermite gelang es 1858, die allgemeine Gleichung 5. Grades in jacobischen Thetafunktionen (aber natürlich nicht in Radikalen) zu lösen.

## Lösbare Gleichungen fünften Grades

### Voraussetzungen für die Lösbarkeit
Manche Gleichungen fünften Grades können mit Wurzeln gelöst werden, etwa {\displaystyle x^{5}-x^{4}-x+1=0}, die in der Form {\displaystyle (x^{2}+1)(x+1)(x-1)^{2}=0} faktorisiert werden kann. Andere Gleichungen wie etwa {\displaystyle x^{5}-x+1=0} können nicht durch Wurzeln gelöst werden. Évariste Galois entwickelte um 1830 Methoden, um zu bestimmen, ob eine gegebene Gleichung in Wurzeln lösbar ist (siehe Galoistheorie). Aufbauend auf diesen prinzipiellen Resultaten bewiesen  George Paxton Young und  Carl Runge 1885 ein explizites Kriterium dafür, ob eine gegebene Gleichung fünften Grades mit Wurzeln lösbar ist (vgl. die Arbeit von Lazard für einen modernen Zugang). Sie zeigten, dass eine  irreduzible Gleichung fünften Grades mit rationalen Koeffizienten in Bring-Jerrard-Form
{\displaystyle x^{5}+ax+b=0}
genau dann mit Wurzeln lösbar ist, wenn sie die Form
{\displaystyle x^{5}+{\frac {5\mu ^{4}(4\nu +3)}{\nu ^{2}+1}}x+{\frac {4\mu ^{5}(2\nu +1)(4\nu +3)}{\nu ^{2}+1}}=0}
mit rationalem {\displaystyle \mu } und {\displaystyle \nu } besitzt. Im Jahre 1994 fanden Blair Spearman und Kenneth S. Williams die Darstellung
{\displaystyle x^{5}+{\frac {5e^{4}(3-4c\epsilon )}{c^{2}+1}}x+{\frac {-4e^{5}(11\epsilon +2c)}{c^{2}+1}}=0}
für {\displaystyle \epsilon =\pm 1}.  Die Beziehung zwischen den beiden Parametrisierungen kann durch die Gleichung
{\displaystyle b=(4/5)\left(a+20+2{\sqrt {(20-a)(5+a)}}\right)}
mit
{\displaystyle a={\frac {5(4v+3)}{v^{2}+1}}}
hergestellt werden. Im Fall der negativen Quadratwurzel erhält man bei geeigneter Skalierung die erste Parametrisierung, bei positiver Quadratwurzel die zweite mit {\displaystyle \epsilon =-1}. Daher ist es eine notwendige (aber keine hinreichende) Bedingung für eine lösbare Gleichung fünften Grades der Form
{\displaystyle z^{5}+a\mu ^{4}z+b\mu ^{5}=0}
mit rationalem {\displaystyle a},{\displaystyle b} und {\displaystyle \mu }, dass die Gleichung
{\displaystyle y^{2}=(20-a)(5+a)}
eine rationale Lösung {\displaystyle y} hat.
Mit Hilfe von Tschirnhaus-Transformationen ist es möglich, jede Gleichung fünften Grades in Bring-Jerrard Form zu bringen, daher geben sowohl die Parametrisierungen von Runge und Young als auch von Spearman und Williams notwendige und hinreichende Bedingungen, um zu prüfen, ob eine beliebige Gleichung fünften Grades in Radikalen zu lösen ist.

### Beispiele für lösbare Gleichungen fünften Grades

#### Allgemeine Ergebnisse aus der Galois-Theorie
Eine Gleichung ist genau dann in Radikalen auflösbar, wenn ihre Galoisgruppe eine auflösbare Gruppe ist. Da bei einer Gleichung {\displaystyle n}-ten Grades mit paarweise verschiedenen Lösungen jeder zur Galoisgruppe gehörende Körperautomorphismus durch die Bilder der {\displaystyle n} Lösungen eindeutig bestimmt wird, handelt es sich bei der Galoisgruppe um eine Untergruppe der symmetrischen Gruppe {\displaystyle S_{n}}, die aus allen {\displaystyle n!} Permutationen der {\displaystyle n} Lösungen besteht.  Bei einer Gleichung {\displaystyle f(x)=0} mit einem irreduziblen Polynom {\displaystyle f(x)} operiert die Galoisgruppe sogar transitiv auf der Menge der Lösungen.
Eine irreduzible Gleichung vom Primzahlgrad {\displaystyle n} ist genau dann auflösbar, wenn nach einer Umnummerierung der Lösungen {\displaystyle x_{1},\dots ,x_{n}} jeder Automorphismus der Galoisgruppe die Form {\displaystyle \sigma _{a,b}} mit geeigneten Parametern {\displaystyle a,b\in \mathbb {F} _{n},a\neq 0} besitzt, definiert durch {\displaystyle \sigma _{a,b}(x_{j})=x_{aj+b}} für alle {\displaystyle j=1,\dots ,5} (bei den Indizes ist modulo {\displaystyle n} zu rechnen). Die Galoisgruppe ist dann eine Untergruppe der affinen Gruppe {\displaystyle \mathrm {AGL} _{1}(n)} zum eindimensionalen Vektorraum über dem endlichen Körper mit {\displaystyle n} Elementen.

#### Folgerungen für Gleichungen fünften Grades
Eine irreduzible Gleichung fünften Grades ist genau dann auflösbar, wenn ihre Galoisgruppe, die aufgrund der Irreduzibilität transitiv operieren muss, eine Untergruppe der Gruppe {\displaystyle \mathrm {AGL} _{1}(5)} mit 20 Elementen ist. Solche Untergruppen gibt es nur drei, nämlich die Gruppe {\displaystyle \mathrm {AGL} _{1}(5)} selbst (20 Elemente), die zyklische Untergruppe {\displaystyle \mathbb {Z} /5\mathbb {Z} } (5 Elemente) und die Diedergruppe {\displaystyle D_{5}} (10 Elemente).
Ein Beispiel für eine auflösbare Gleichung, deren Galoisgruppe nur 5 Elemente enthält, ist die bereits von Vandermonde gelöste Gleichung
{\displaystyle x^{5}+x^{4}-4x^{3}-3x^{2}+3x+1=0}.
Ihre fünf reellen Lösungen ergeben sich aus der Kreisteilungsgleichung elften Grades:
{\displaystyle x_{j}=2\cos(2j\pi /11)} für {\displaystyle j=1,\dots ,5}.
Obwohl alle fünf Lösungen reell sind, gibt es wie beim Casus irreducibilis der kubischen Gleichungen keine Wurzeldarstellung, deren Radikanden reelle Zahlen sind.
Ein Beispiel für eine auflösbare Gleichung, deren Galoisgruppe 10 Elemente enthält, ist
{\displaystyle x^{5}-5x+12=0}.
Die Lösungen sind für {\displaystyle k=0,\dots ,4}
{\displaystyle x_{k+1}=\epsilon ^{k}{\sqrt[{5}]{-1+\textstyle {\frac {2}{5}}{\sqrt {5}}-3{\sqrt {\textstyle {\frac {1}{5}}-\textstyle {\frac {11}{125}}{\sqrt {5}}}}}}+\epsilon ^{2k}{\sqrt[{5}]{-1-\textstyle {\frac {2}{5}}{\sqrt {5}}+3{\sqrt {\textstyle {\frac {1}{5}}+\textstyle {\frac {11}{125}}{\sqrt {5}}}}}}} {\displaystyle +\epsilon ^{3k}{\sqrt[{5}]{-1-\textstyle {\frac {2}{5}}{\sqrt {5}}-3{\sqrt {\textstyle {\frac {1}{5}}+\textstyle {\frac {11}{125}}{\sqrt {5}}}}}}+\epsilon ^{4k}{\sqrt[{5}]{-1+\textstyle {\frac {2}{5}}{\sqrt {5}}+3{\sqrt {\textstyle {\frac {1}{5}}-\textstyle {\frac {11}{125}}{\sqrt {5}}}}}}},
wobei {\displaystyle \epsilon } die fünfte Einheitswurzel {\displaystyle \epsilon =e^{\frac {2\pi i}{5}}} bezeichnet.
Eine auflösbare Gleichung fünften Grades, deren Galois-Gruppe 20 Elemente enthält, ist die Gleichung
{\displaystyle x^{5}-2=0}.
Diese vermeintlich im Vergleich zu den beiden voranstehend erörterten Beispielen „einfachere“ Gleichung wird erst dann „einfacher“ im Sinn einer kleineren Galoisgruppe, wenn die fünften Einheitswurzeln adjungiert zum Grundkörper werden, wodurch sich die Galoisgruppe auf 5 Elemente reduziert.
Zwei weitere Beispiele von auflösbaren Gleichungen fünften Grades mit einer Galoisgruppe von 20 Elementen sind
{\displaystyle x^{5}-5x^{4}-10x^{3}-10x^{2}-5x-1=0}
mit der reellen Wurzel
{\displaystyle x_{1}=1+{\sqrt[{5}]{2}}+{\sqrt[{5}]{4}}+{\sqrt[{5}]{8}}+{\sqrt[{5}]{16}}}
sowie die bereits von Euler gelöste Gleichung
{\displaystyle x^{5}-40x^{3}-70x^{2}+50x+98=0}
mit der reellen Wurzel
{\displaystyle x_{1}={\sqrt[{5}]{-31+3{\sqrt {-7}}}}+{\sqrt[{5}]{-31-3{\sqrt {-7}}}}+{\sqrt[{5}]{-18+10{\sqrt {-7}}}}+{\sqrt[{5}]{-18-10{\sqrt {-7}}}}}.